# Rupert Wainwright
Rupert Wainwright (Inghilterra, 30 novembre 1961) è un regista inglese.

## Biografia
Nei primi anni ottanta esordisce nel cinema come attore (Another Country - La scelta, Dreamchild). 
È poi regista di filmati pubblicitari e video musicali per MC Hammer, U Can't Touch This e Please Hammer Don't Hurt 'Em (per cui si aggiudica un Grammy Awards), e ottiene una certa visibilità nel 1991 con Dillinger - Nemico pubblico numero uno, un film per la televisione sulla vita di John Dillinger.
Nel 1994 dirige il film Ho trovato un milione di dollari con Brian Bonsall e Miguel Ferrer.
Nel 1994 realizza il video musicale HIStory Teaser per Michael Jackson.
Nel 1999 il suo film Stigmate ottiene una nomina ai Saturn Awards come migliore film horror. Del 2005 è invece The Fog - Nebbia assassina che nel 2009 si classifica secondo il Rotten Tomatoes al 66º posto tra i cento film più brutti del terzo millennio.
Nel 2009 è fra i registi della serie televisiva Fear Itself.

## Filmografia parziale

### Cinema
- Ho trovato un milione di dollari (Blank Check) (1994)
- The Sadness of Sex (1995)
- Stigmate (1999)
- The Fog - Nebbia assassina (The Fog) (2005)

### Televisione
- Open Window - film TV (1989)
- Dillinger - Nemico pubblico numero uno (Dillinger) - film TV (1991)
- Fear Itself - serie TV, 01x12 (2009)